# Deutsche Allgemeine Zeitung
Pour les articles homonymes, voir Allgemeine Zeitung.
 (janvier 2016).

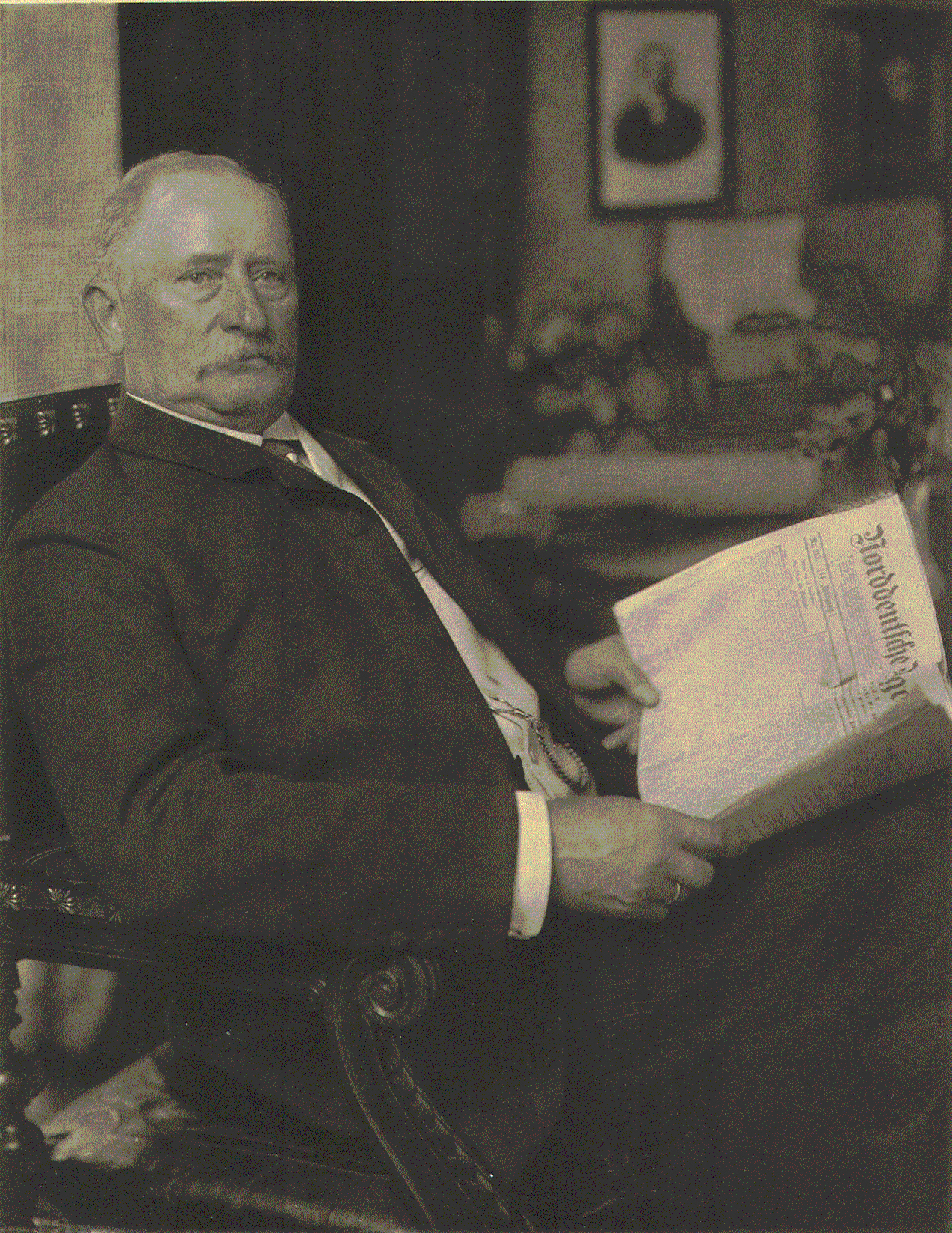
Heinrich von Ohlendorff avec le journal Norddeutsche Allgemeine Zeitung vers 1905

Le Deutsche Allgemeine Zeitung était un journal quotidien allemand qui est paru à Berlin de 1861 à 1945. Jusqu'en novembre 1918, date de la chute de l'Empire, il s'appelle le Norddeutsche Allgemeine Zeitung. Il était très proche du chancelier allemand Otto von Bismarck.

## Historique

### Le journal sous l'Empire
L'ancêtre du journal est la Leipziger Allgemeine Zeitung fondée en 1837 par Heinrich Brockhaus (de tendance bourgeoise libérale) à Leipzig et qui devient la Norddeutsche Allgemeine Zeitung en 1861. Elle a des filiales à Paris et à Vienne. Son fils, Eduard Brockhaus, ne se contente pas de l'éditer à la mort de son père en 1874, mais y rédige des articles de 1857 à 1883. La tendance du journal va du national-libéralisme au conservatisme, même si Liebknecht a figuré parmi les membres fondateurs de la rédaction.
La Deutsche Allgemeine Zeitung a également été fondée par un des animateurs de la Révolution de 1848 en Allemagne, le journaliste August Brass (1818-1876), réfugié à Genève où il a édité la Neue Schweizer Zeitung et ami de Carl Vogt, mais elle a ensuite été très tôt très liée au pouvoir politique, via des fonds versés secrètement à August Brass, revenu d'exil, ce qui provoque le départ du numéro deux du journal, Wilhelm Liebknecht. Décrite comme l'organe officieux du ministère, ou comme la « feuille ministérielle de Berlin », la Deutsche Allgemeine Zeitung, milite pour la suspension de la constitution allemande au cas où les élections de mars 1862, annoncées après la dissolution 22 février 1862, reconduirait des députés hostiles à Bismarck.
En 1870, lors de l'affaire de la dépêche d'Ems, le Norddeutsche Allgemeine Zeitung est de nouveau utilisé par Bismarck afin de créer un mouvement de foule exprimant la colère de l'opinion publique après ce qui est décrit comme les accidents par un banal incident diplomatique mineur, mais qui va de fait déclencher la guerre de 1870 contre la France, à laquelle s'était préparé Bismarck.
Les sociétaires du journal appartiennent à partir de 1872 au cercle d'amis hambourgeois de Bismarck dirigé par Albertus Ohlendorff (de) et son frère Heinrich (de). C'est donc un journal proche des prises de décision gouvernementales, et parfois directement inspiré de celles de l'office impérial aux Affaires étrangères, comme certains liens financiers l'attestent. La direction de la rédaction est tenue par l'ancien propriétaire August Brass, jusqu'à ce qu'il laisse la place en 1872 à Emil Pindter qui hausse le tirage à cinq mille exemplaires. Son lectorat est surtout composé de hauts fonctionnaires et d'abonnés appartenant à d'autres rédactions.
Martin Griesemann en est le rédacteur en chef de 1894 à 1897, puis Wilhelm Lauser, et ensuite Otto Runge, jusqu'en 1917. Cette année-là, le journal est acheté par Reimar Hobbing qui décide de faire de cet ancien journal officieux du gouvernement impérial, alors que l'écroulement de l'Empire se profile, un journal de tendance démocratique et lu dans toute l'Allemagne, comme le Times l'est en Grande-Bretagne. Des intellectuels libéraux comme Otto Flake (qui dirige quelque temps le feuilleton) s'y expriment, ainsi que des historiens comme Egmont Zechlin ou Friedrich Meinecke.

### Le journal sous la république de Weimar
La Norddeutsche Allgemeine Zeitung devient la Deutsche Allgemeine Zeitung le 12 novembre 1918 et le journal est édité à Berlin, après qu'un conseil de soldats et d'ouvriers révolutionnaires eurent occupé les locaux pendant deux jours. Il acquiert ensuite une renommée et une stature internationales, à côté du Berliner Tageblatt et de la Frankfurter Zeitung, tout en maintenant un profil conservateur. Le journal est la propriété du riche homme d'affaires Hugo Stinnes de 1920 à 1924 et la rédaction est dirigée de 1922 à 1925 par Paul Lensch (de), pourtant ancien parlementaire du SPD. Le journal est interdit quelque temps en 1922, sous l'accusation d'avoir été favorable au putsch de Kapp. Lensch est renvoyé du parti socialiste. Fritz Klein le remplace en 1925.
La Deutsche Allgemeine Zeitung devient de plus en plus à droite alors que le pays continue de s'enfoncer dans une crise économique catastrophique, et que toutes les valeurs se concurrencent dans un maelstrom inquiétant. Des voix s'élèvent contre le faible régime de la république de Weimar. Une partie de la rédaction est en faveur du Parti populaire allemand et les opinions s’exacerbent après la mort de Stresemann en 1929, d'autres, majoritaires, suivent les points de vue des industriels de la Ruhr qui ont acquis la majorité des actions de la société propriétaire. Ils soutiennent la politique du chancelier Brüning.

### Le journal sous le Troisième Reich
Le Deutsche Allgmeine Zeitung est interdit pendant une courte période à l'arrivée au pouvoir d'Hitler, en 1933, à cause d'articles qui l'avait mis en rage[réf. nécessaire]. Les propriétaires proposent alors la nomination de Karl Silex (de) au poste de rédacteur en chef, fonction qu'il occupe jusqu'en 1943. Il tente de sauvegarder la position conservatrice de droite du journal et de limiter au minimum les critiques à l'égard du national-socialisme. Mais il comprend aussi que la critique peut avoir des conséquences directes sur sa situation, sous forme de sanctions draconiennes de la part du ministère de la Propagande, non seulement pour lui-même, mais aussi pour le journal qui risque d'être suspendu. Adolf Hitler intervient ainsi personnellement en 1938 contre un article du correspondant à Londres, le comte Carlosch Pückler, à propos de préparatifs de guerre en Angleterre, ce qui contredit la ligne officielle du régime, visant à l'apaisement (momentané), après la conférence de Munich, apaisement soutenu également par Neville Chamberlain, bien évidemment.
La rédaction du journal s'étoffe considérablement au début de la guerre. Un certain nombre de journalistes et de collaborateurs écrivent aussi dans le nouveau journal hebdomadaire soutenant la politique mondiale d'Hitler et l'effort de guerre, Das Reich. Goebbels avait l'ambition d'en faire un journal du genre de l’Observer en version nationale-socialiste...
Silex donne sa démission en 1943, marquant son désaccord avec le cadre étroit imposé par le ministère de la Propagande en ce qui concerne les articles décrivant la situation de la Kriegsmarine. Otmar Best prend sa succession, jusqu'en mars 1945. Le journal cesse sa parution le 24 avril 1945.